# Cartierul Centru, Făgăraș

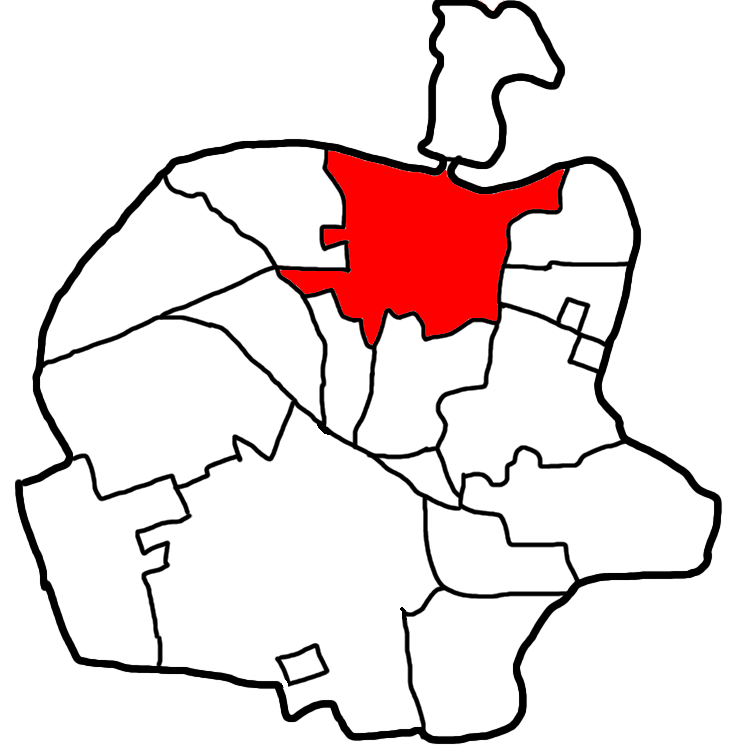
Cartierul Centru pe harta Făgărașului.

Centru este un cartier al Municipiului Făgăraș din județul Brașov, Transilvania, România.